# Julius Brems
Julius Theodor Brems (15. juli 1854 i Viborg – 6. september 1924 smst.) var en dansk jernvarefabrikant og skaber af Danmarks første bilmærke, Bremsbilen.

## Karriere
I 1879 overtog Julius Brems sin fars, A. L. Brems, smedevirksomhed i St. Sct. Mikkels Gade 12 i Viborg hvor der blev fremstillet låse og beslag. Julius udvidede straks sortimentet og startede en produktion af de første dobbeltsidede brand- og dirkefri pengeskabe på markedet. 
I slutningen af 1880'erne kom der cykler ind i produktionen som én af de første i landet, efter at Julius Brems havde hørt at der i England blev produceret cykler med hjul i samme størrelse. Brems Cyklen fik ry for sin gode kvalitet, og i 1890'erne blev der produceret 500-600 cykler i de bedste år. 

## Privat
Julius Brems var gift med Pernille Brems (f. Kjær) (1859-1937), og de fik to sønner og en datter. Julius, hustruen og datteren Ellen er begravet på Viborg Kirkegård. I samme grav ligger læge og professor Jørgen Brems Dalgaard.